# Rhenen

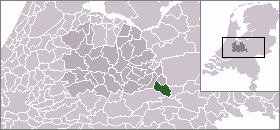
läge i Utrecht

Rhenen är en kommun i provinsen Utrecht i Nederländerna. Kommunens totala area är 43,00 km² (där 1,61 km² är vatten) och invånarantalet är på 17 972 invånare (2005).